# Rdeči križ Slovenije
Rdeči križ slovenije - zveza združenj (RKS) je slovenska humanitarna organizacija, ustanovljena leta 1944. Sedež ima v Ljubljani. Povezuje 56 območnih združenj in 916 krajevnih organizacij.
Organizira krvodajalske akcije, akcije zbiranja denarja, usposabljanja za dajanje prve pomoči in reševanje iz vode, prostovoljstvo, seminarje in delavnice, nudi pomoč ob naravnih nesrečah, pomaga pri povezovanju družin ob vojnah in nesrečah, podpira socialno ranljive, osvešča o pomenu zdravega načina življenja ter vodi bolne in socialno ogrožene otroke na letovanja. Izdaja knjige, zloženke in brošure.
RKS je član Mednarodne federacije društev Rdečega križa in Rdečega polmeseca.

## Vodstvo in organi
Vodstvo RKS sestavljajo glavni odbor (predsednica, podpredsednika, predstavniki ministrstev in predstavniki regij), upravni odbor (generalna sekretarka in ostali), nadzorni odbor, statutarna komisija in častno razsodišče.

## Zakonodaja in financiranje
Pravno podlago za delovanje RKS predstavljajo Ženevske konvencije, Zakon o Rdečem križu Slovenije, Zakon o društvih, Statut Rdečega križa Slovenija ter drugi predpisi v Republiki Sloveniji. 
RKS dobiva denar od članarin, Loterije Slovenije, pridobitne dejavnosti, javnih sredstev RS in občin, donacij, akcij, prostovoljnih prispevkov in drugod. Vsako leto od 1. do 7. novembra je ob Tednu solidarnosti RKS obvezen nakup priložnostne znamke, ki jo Pošta Slovenije izda za ta namen.

## Težave in kritike

### Sporna posojila
Leta 1998 je RKS ustanovil podjetje Slork d.d., ki je bil registriran tudi za prodajo higienskih in zdravstvenih pripomočkov. Njegov direktor Mirko Jelenič je bil do 12. februarja 2002 generalni sekretar RKS. V nadzornem odboru Slorka je sedel Srečko Kirn, lastnik podjetja Konta d.o.o. in posojilojemalec humanitarnih sredstev iz več slovenskih humanitarnih organizacij. Bernard Nežmah je leta 2003 zapisal, da Rdeči križ postaja sinonim za prevaranstva.

### Menjave predsednikov
Predsednica Nataša Pirc Musar je leta 2016 neuspešno predlagala odstop generalne sekretarke Renate Brunskole, zato je odstopila. Leta 2018 je zaradi nesoglasij kot predsednik odstopil Dušan Keber.

### Gradnja hotela, plačilo podizvajalcem in dolg
Po sodni odločbi iz leta 2018 je moral RKS del sredstev za gradnjo 8,5 milijonov vrednega Hotela Arija na Debelem rtiču, ki jih je plačal glavnemu izvajalcu Vegradu, ponovno plačati še njegovim podizvajalcem. Za ta namen je RKS najel tri milijone evrov vreden kredit, vlada pa ni želela pomagati, zato je šel v prodajo zemljišč. Tudi sicer je bila investicija slabo vodena, dokončana gradnja pa je bila polna napak.

## Zgodovina
Rdeči križ deluje na Slovenskem od leta 1866, ko je bilo na Kranjskem pod Avstro-Ogrsko ustanovljeno prvo ˝Žensko društvo za pomoč ranjenim in hudo bolnim vojakom˝. Leta 1879 se mu je pridružilo še moško ˝Domoljubno pomočno društvo deželno, ki se je leta 1902 združilo z ženskim društvom in kot del avstro-ogrskega društva Rdečega križa delovalo do konca prve svetovne vojne. Od leta 1921 do 1941, tj. do razpada Kraljevine Jugoslavije, je slovenski Rdeči križ deloval kot Banovinski odbor Rdečega križa Kraljevine SHS in pozneje Rdečega križa Jugoslavije. Ob razpadu Kraljevine Jugoslavije so bili jugoslovanski Rdeči križ in posamezna društva razpuščeni. Leta 1942 je italijanski okupator ustanovil Rdeči križ Ljubljanske pokrajine, po kapitulaciji Italije pa je slovenski Rdeči križ deloval pod nemškim okupatorjem, a le do leta 1944, ko je bil odbor RK (s predsednikom Otonom Fettichom je pomagal reševati zapornike in internirance) poslan v internacijo. 

### Rdeči križ Slovenije
18. junija 1944 so na osvobojenem ozemlju v Gradcu v Beli krajini ustanovili Rdeči križ Slovenije. Po koncu druge svetovne vojne je deloval kot del Rdečega križa Jugoslavije. Po napadu na Republiko Slovenijo je izstopil. Leta 1993 sta Mednarodni odbor Rdečega križa ter Mednarodna zveza društev Rdečega križa in Rdečega polmeseca priznala Rdeči križ Slovenije kot samostojnega in enakopravnega člana Mednarodnega gibanja Rdečega križa in Rdečega polmeseca.

## Nagrade in priznanja
Leta 1994 je prejel zlati častni znak svobode Republike Slovenije z utemeljitvijo: »za človekoljubno dejavnost pri reševanju človeških stisk«.

## Galerija
- Hiša v Gradcu, kjer je bil leta 1944 ustanovljen Rdeči križ Slovenije.
- Teden Rdečega križa - motiv iz Maribora 1961 (foto Dragiša Modrinjak, 1961).
- 20. državno preverjanje ekip prve pomoči Civilne zaščite in Rdečega križa septembra 2014.